# Ultime della notte (film)
Ultime della notte (Scandal Sheet) è un film statunitense del 1952 diretto da Phil Karlson.
È un film poliziesco a sfondo drammatico e noir basato sul romanzo The Dark Page di Samuel Fuller con protagonisti John Derek, Donna Reed e Broderick Crawford.

## Trama
Alcuni dei detentori di quote di proprietà del New York Express lamentano il fatto che il giornale, sotto la guida del suo direttore, l'arrivista Mark Chapman, si sia trasformato, da una rispettabile ed autorevole pubblicazione qual era, in un quotidiano scandalistico. Nessuno tuttavia può negare il fatto che il giornale, nella sua nuova forma, stia aumentando progressivamente le vendite, ed inoltre il contratto che lega Chapman agli editori gli permette di continuare il suo operato a suo piacimento. Una delle iniziative del direttore, che risulta attrarre molti lettori, è l'istituzione del "Club dei cuori solitari", che organizza periodici raduni molto frequentati.
In uno di essi, una donna – con fare incredulo e sconcertato - si avvicina a Chapman: risulta essere sua moglie, che egli – sotto il nome di George Grant – aveva sposato una ventina di anni addietro e ignobilmente abbandonato dopo poco, lasciandola al limitare dell'indigenza. In un tu per tu a casa della donna, che minaccia di rivelare la sua vera identità -  provocando in tal modo uno scandalo che avrebbe annientato la reputazione del marito -, Chapman, durante una colluttazione la uccide involontariamente. Il direttore lascia l'appartamento dopo aver prelevato gli eventuali indizi che avrebbero potuto rivelare l'identità della donna, fra cui la ricevuta di un banco dei pegni. Per la polizia si tratta di un incidente: ma è proprio un intraprendente giovane reporter del New York Express, Steve McLeary, dopo aver condotto indagini personali – ed inventando anche un poco – ad avanzare la supposizione che si tratti di un omicidio. Al solito, boom di vendite.
Per un imprevisto la ricevuta del banco dei pegni giunge a Charlie Barnes, amico di lunga data di Chapman, nonché un tempo noto giornalista, ora caduto in disgrazia. Egli riscatta l'oggetto impegnato dalla donna: si tratta di una valigia contenente, fra le altre cose, alcune fotografie del matrimonio fra la defunta e Chapman (allora George Grant). Barnes trattiene con sé la foto in cui Chapman è ben visibile, e lascia la valigia con il resto del suo contenuto presso il barista del suo locale abituale. Barnes ritiene di poter dimostrare – in base alle evidenze ora in suo possesso - che Chapman è l'assassino, realizzando così un importante scoop che avrebbe potuto rilanciare la sua carriera. Ma Chapman stesso è reso edotto della situazione: incontra Barnes, gli sottrae la foto incriminatrice e lo uccide.
La valigetta viene rinvenuta da Steve; un'altra fotografia del matrimonio – in cui Chapman/Grant, di spalle, è poco riconoscibile -, emerge ed è pure pubblicata dal quotidiano, con l'avallo di un Chapman sempre più inquieto. Seguono svariati tentativi di svelare l'identità del marito della defunta e suo probabile assassino: tutti senza esito fino a che non viene rintracciato il giudice di pace Elroy Hacker, che aveva officiato il matrimonio vent'anni prima, e che, condotto alla redazione del giornale, riconosce Grant/Chapman. Ed è quest'ultimo ad autoaccusarsi quando - al limite della tensione e perdendo il controllo di sé - di fronte al giudice e ai giornalisti esterrefatti, estrae il revolver, non lasciando in tal modo alcun dubbio riguardo alla propria colpevolezza. Arriva la polizia. Chapman/Grant punta la pistola verso il tenente incaricato del caso, ottenendo così la inevitabile reazione del poliziotto, che gli spara uccidendolo, in una sorta di suicidio per interposta persona.

## Produzione
Il film, diretto da Phil Karlson su una sceneggiatura di Ted Sherdeman, Eugene Ling e James Poe con il soggetto di Samuel Fuller (autore del racconto), fu prodotto da Edward Small per la Motion Picture Investors e la Columbia Pictures.

## Distribuzione
Il film fu distribuito dal 16 gennaio 1952 al cinema dalla Columbia Pictures. È stato poi pubblicato in DVD negli Stati Uniti dalla Sony Pictures Home Entertainment nel 2009 come parte della Sam Fuller Collection.
Alcune delle uscite internazionali sono state:
- in Svezia il 18 febbraio 1952 (Brott i blixtljus)
- in Finlandia il 6 giugno 1952 (Rikosketju)
- in Germania Ovest il 10 ottobre 1952 (Skandalblatt)
- in Francia il 1953 (L'inexorable enquête)
- in Danimarca il 13 aprile 1953 (Med ryggen mod muren)
- in Austria nel novembre 1953 (Skandalblatt)
- in Portogallo il 24 giugno 1955 (Reportagem de Escândalo)
- in Grecia il 27 ottobre 2010 al Panorama of European Cinema (Dolofonos i detective?)
- in Spagna (Trágica información)

## Remake
Nel 1985 è stato prodotto un remake, Scandal Sheet.